# Las Aguadas
Las Aguadas es una pequeña localidad del Departamento Libertador General San Martín, ubicada en el noreste de la provincia de San Luis, Argentina.
Se encuentra sobre la ruta provincial 2, a pocos km al norte de la localidad de San Martín.

## Población
Cuenta con 100 habitantes (Indec, 2010), lo que representa un incremento del 64 % frente a los 61 habitantes (Indec, 2001) del censo anterior.
Según el censo 2022 la población total de la Comisión municipal fue de 122 personas. En tanto, el número de viviendas registradas fue de 45.Estos datos le valieron ser unas de las poblaciones con gobiernos más pequeñas de la provincia.
| Gráfica de evolución demográfica de Las Aguadas entre 1991 y 2022 |
|                                                                   |
| Fuente: Censos nacionales del INDEC                               |